# Ronda Stryker
Ronda E. Stryker (nascida em 1954) é uma herdeira bilionária americana, neta de Homer Stryker, fundador da fabricante de equipamentos médicos Stryker Corporation, da qual ela é diretora.

## Início da vida
Ronda Stryker nasceu em 1954, filha de Lee Stryker e sua primeira esposa Betty Stryker. Lee e sua segunda esposa Mary Jane morreram quando ele caiu seu avião no Wyoming em 1976. Ela tem dois irmãos, Patricia e Jon. Ela é bacharel pela University of Northern Colorado e tem mestrado pela Western Michigan University.

## Carreira
Ela foi diretora da Stryker Corporation por quase 30 anos, desde 2018.

## Vida pessoal
Ela é casada com William Johnston, presidente da Greenleaf Trust, uma empresa de gestão de investimentos que possui ações da Stryker Corporation. Eles têm três filhos e vivem em Portage, Michigan.
Stryker é membro do conselho de bolsistas da Harvard Medical School.